# Яник
Яник (пол. Janik) — село в Польщі, у гміні Кунув Островецького повіту Свентокшиського воєводства.
Населення — 1110 осіб (2011).
У 1975—1998 роках село належало до Келецького воєводства.

## Демографія
Демографічна структура на день 31 березня 2011 року:
|          | Загалом | Допрацездатний вік | Працездатний вік | Постпрацездатний вік |
| -------- | ------- | ------------------ | ---------------- | -------------------- |
| Чоловіки | 557     | 106                | 385              | 66                   |
| Жінки    | 553     | 107                | 308              | 138                  |
| Разом    | 1110    | 213                | 693              | 204                  |